# Station Higham
Higham is een spoorwegstation van National Rail in Gravesham in Engeland. Het station is eigendom van Network Rail en wordt beheerd door Southeastern. 